# 16P/Brooks
16P/Brooks 2, komet komet Jupiterove obitelji.